# ドラマチック (Base Ball Bearの曲)
「ドラマチック」は、Base Ball Bearの4枚目のシングル。

## 解説
- 前作「抱きしめたい」から約1ヶ月ぶりのリリースとなる2007年第2弾シングル。
- Base Ball Bearの作品をリリースしている東芝EMIは、社名をEMIミュージック・ジャパンへと名称変更を次作リリースの時点ですでに行っているため(『株式会社EMIミュージック・ジャパン』に変更したのは2007年6月末)、同社の旧社名でのリリースは今作が最後となる。
- オリコンチャートの2007年5月28日付週間CDアルバムランキングでは、11,537枚を売り上げ13位にランクインし[1]、シングル・アルバムを通して最高初動売上、当時の最高順位を記録した。さらに、累計売上は3.5万枚で、2017年時点で自身の作品の中で最高の売上枚数を記録している。

## 収録曲
- 全作詞・作曲：小出祐介、全編曲：Base Ball Bear

1. ドラマチック
  - TBS系アニメ『おおきく振りかぶって』第1期オープニングテーマ
  - 初のタイアップがついた楽曲である。
  - PV監督はセキ★リュウジ
  - 2ndアルバム『十七歳』、ベストアルバム『バンドBのベスト』・『増補改訂完全版「バンドBのベスト」』収録
2. 透明26時
3. 夕方ジェネレーション〔新しい夕方ver.〕
  - インディーズ時代のアルバム『夕方ジェネレーション』に収録された楽曲の別バージョン。